# Фридрих II фон Райфершайд
Фридрих II фон Райфершайд (на немски: Friedrich II von Reifferscheid; * пр. 1270; † 19 февруари 1281) от фамилията Райфершайд, е господар на Малберг и Бедбург, основава линията господари фон „Малберг-Райфершайд“ („von Malberg“) в Айфел.

## Произход и наследство
Той е син на Йохан I фон Райфершайд-Бедбург († 1254) и съпругата му Юта фон Изенбург-Кемпених († сл. 1278), дъщеря на господар Дитрих II фон Изенбург-Кемпених († 1251) и втората му съпруга му Адела († 1258). Внук е по баща на Фридрих I фон Райфершайд-Бедбург († сл. 1250) и съпругата му фон Цвайбрюкен († 1259).
Брат е на Йохан II 'Стари' фон Райфершайд († 1317), господар на Райфершайд и Бедбург, Йохан 'Млади' фон Райфершайд († сл. 1278), господар на Гарсдорф, и Хайнрих фон Райфершайд († 1277), господар на Райфершайд. Сестра му Мехтхилд фон Райфершайд († 1287) е омъжена за Вилхелм фон Щолберг († 1287).
Чрез женитбата му „Горният (Oberburg) замък Малберг“ през 1273 г. става собственост на фамилията фон Райфершайд.

## Фамилия
Фридрих II фон Райфершайд се жени за Анна фон Малберг († пр. 25 юни 1274), дъщеря на Рудолф фон Малберг и фон Бюресхайм. Те имат трима сина:
- Йохан фон Райфершайд-Малберг († 18 септември 1302), господар на Фалкенщайн, женен през януари 1290 г. за Катерина д'Аудун († сл. 1305)
- Рудолф фон Райфершайд († 16 април 1329), господар на Милендонк-Малберг, женен I. 1291 г. за Гудерадис фон дер Щесен († ок. 1302), II. 1311 г. за графиня Алайдис I фон Клеве († сл. 1353)
- Хайнрих фон Райфершайд († сл. 1329), каноник в „Св. Гереон“ в Кьолн (1281 – 1329)

Фридрих II фон Райфершайд има и извънбрачните деца:
- Герхард, каноник в „Св. Гереон“ в Кьолн
- Герлах, каноник в „Св. Флорин“ в Кобленц и в Мюнстермайфелд
- Юта, канонеса в Есен